# Mottarone
Mottarone – szczyt w Alpach Pennińskich (części Alp Zachodnich) o wysokości 1492 m n.p.m. i wybitności (MDW) 1130 m, należący do masywu Alp Cusiane, w których jest najwyższym szczytem.
Zlokalizowany w północnych Włoszech, w regionie Piemont, nieopodal turystycznej miejscowości Stresa, z której na wierzchołek góry prowadzi kolej linowa.